# Parque Estadual Morro do Diabo
O Parque Estadual Morro do Diabo é um parque brasileiro que situa-se no Pontal do Paranapanema, município de Teodoro Sampaio, extremo oeste do Estado de São Paulo.
Criado pelo Decreto-Lei n. 25.342 de 4 de junho de 1986, com uma área de 33.845,33 ha. Em seu relevo destaca-se o Morro do Diabo, elevação de 600 metros acima do mar. Não se sabe ao certo as origens do nome dessa elevação, há algumas lendas, como a de que a região seria um cemitério indígena (nunca comprovado por expedições antropológicas) e de que homens brancos foram assassinados pelos índios da região na época do Brasil Colônia como vingança pelas atrocidades cometidas por bandeirantes.
Esta unidade de conservação constituía, junto com a Grande Reserva do Pontal do Paranapanema e a Reserva Lagoa São Paulo, um dos maiores trechos de Mata Atlântica do interior de São Paulo. Essas reservas, criadas na década de 1940, estão bastante reduzidas, sendo que o Parque Estadual do Morro do Diabo é a única que não sofreu grandes alterações.
Seu ecossistema é constituído por uma das últimas florestas de Mata Atlântica (floresta estacional semidecidual) do interior paulista (ver Floresta Atlântica do Alto Paraná). Tal vegetação perde parte de suas folhas na estação mais seca do ano. Dentre as espécies vegetais típicas desse ecossistema podem ser citadas o cedro, o ipê, a peroba-rosa, a cabreúva e o pau-marfim.
A fauna do parque é também uma das mais bem conservadas de todo o oeste paulista encontrando-se espécies de médio e grandes mamíferos quase extintas nessa região do Brasil como a anta, onça-pintada, a onça-parda, o caititu. O mico-leão-preto, é a  espécie mais característica do Parque, sendo um dos primatas mais ameaçados do mundo. O Parque possui a maior população residente desse animal.

## História[2]
O Parque foi criado primeiramente como Reserva Estadual, em 1941, com 37.156,68 hectares pelo governador Fernando Costa, constituindo uma das três unidades de conservação do Pontal do Paranapanema. No ano de 1986, a Reserva é trasnferida para a categoria de Parque Estadual.

### Pontal do Paranapanema

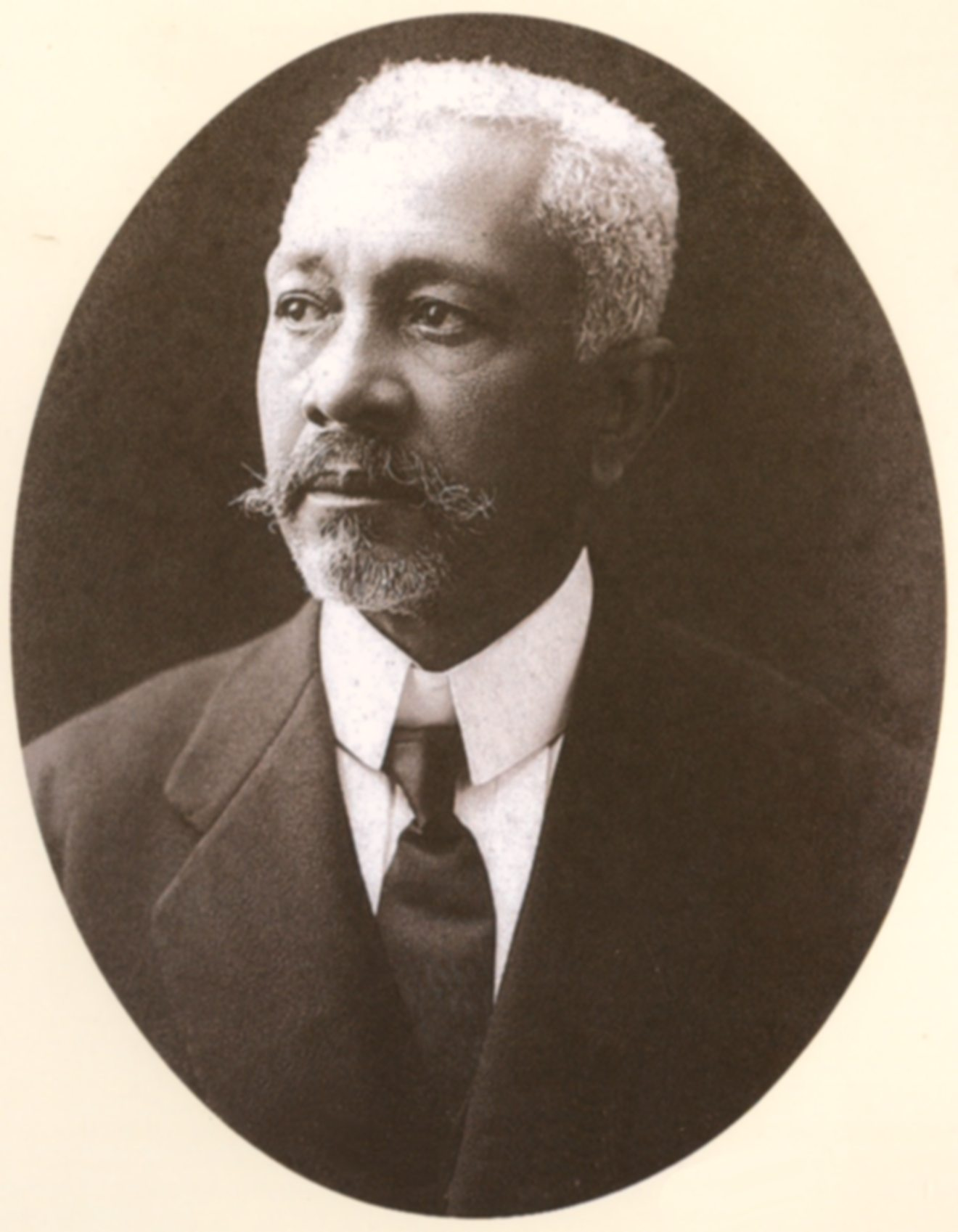
O engenheiro e geógrafo Teodoro Fernandes Sampaio foi um dos primeiros a falar da preservação dos povos indígenas e das florestas do Pontal do Paranapanema.

O Pontal do Paranapanema, onde se insere o Parque, era inicialmente habitado por índios das etnias guarani, caiouá e caingangue. Até o início do século XX, a região era praticamente intocada pelos neo-europeus, apesar de as populações indígenas já terem sido reduzidas, devido à ação de bandeirantes, principalmente após a passagem de Manuel Preto e Raposo Tavares, em 1648.
A ocupação da região no século XIX e XX se deu de forma completamente desordenada, sem controle do Estado, o que culminou no total extermínio das populações indígenas e nos problemas sociais e ambientais posteriores. Problemas que já remontam de 1890, quando Teodoro Fernandes Sampaio explorou a região, sendo ele um dos primeiros a sugerir a criação de reservas para os povos indígenas do Pontal. Em 1910, Domingos Jaguaribe defende a criação de uma terra indígena de cerca de 300.000 hectares. Infelizmente, tais medidas não impediram o extermínio dos povos autóctones do Pontal do Paranapanema.

### A criação da Reserva Estadual do Morro do Diabo
Em 1941, o então governador de São Paulo, Fernando Costa, sensibilizado pelas extensas florestas que ainda existiam na região e a série de conflitos fundiários na região, criou a Reserva Estadual do Morro do Diabo, com cerca de 37.000 hectares. No ano seguinte, foram criadas a Reserva Lagoa São Paulo e a Grande Reserva do Pontal do Paranapanema.
Entretanto, com a morte de Fernando Costa, e o início do governo de Ademar de Barros, começou um intenso processo de destruição das florestas da região, com a criação de uma ferrovia, o ramal de Dourados. Assim, as terras que constituíam as reservas passaram a ser intensamente invadidas, com todos os conflitos e fraudes habituais nos esquemas de grilagem de terras. A pressão desses grileiros, com o apoio do próprio governador Ademar de Barros, destruíram a Reserva Lagoa São Paulo e diminuíram a Grande Reserva do Pontal do Paranapanema de 246.840 hectares, para 108.900 hectares. A Reserva do Morro do Diabo era invadida por meio do "golpe da arrematação". A série de conflitos da região chamou a atenção da imprensa paulista, e graças a essa, foi possível salvar a maior parte da Reserva do Morro do Diabo. Graças a redescoberta do mico-leão-preto, considerado até então extinto, na Reserva do Morro do Diabo, e a pressão da imprensa internacional, a reserva foi salva. O restante da região foi desmatada, restando em todo o Pontal do Paranapanema a Reserva do Morro do Diabo e alguns fragmentos.

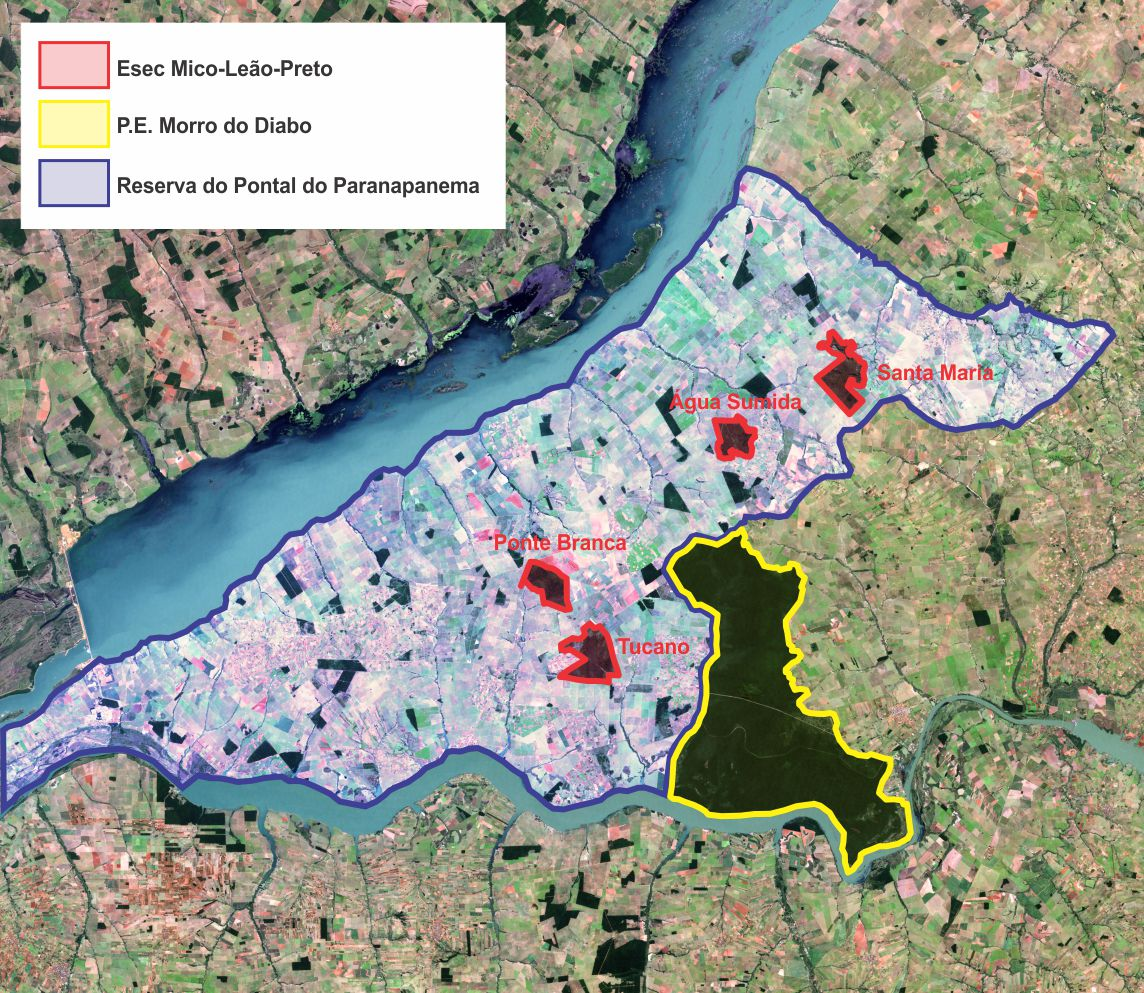
Unidades de conservação do Pontal do Paranapanema. A Reserva do Pontal do Paranapanema foi desmatada.

### A oficialização como Parque Estadual
A partir da década de 1980, a Reserva do Morro do Diabo e os fragmentos restantes da Grande Reserva do Pontal do Paranapanema passaram por um esforço da sociedade em sua conservação e recuperação. A construção da Usina Hidrelétrica de Rosana, que inundou parte da Reserva do Morro do Diabo, fez com que a CESP tivesse que fornecer recursos para que ela fosse elevada ao status de Parque Estadual. Em 4 de junho de 1986, pelo decreto 25.342/86, foi criado o Parque Estadual do Morro do Diabo.

## Caracterização Ambiental

### Clima
O clima encontrado no Pontal do Paranapanema, de acordo com a classificação climática de Köppen-Geiger é o clima tropical com estação seca (Aw), mas no Parque o clima tende a ser mais úmido, sendo do tipo subtropical ou temperado chuvoso (Cfa). A temperatura média anual é de 21,9 °C e a média de precipitação no ano é de 1.370mm.

### Geologia
- Bacia do Paraná

### Hidrografia
O Parque apresenta 5 micro-bacias: Ribeirão Bonito, Córrego da Onça, Córrego São Carlos, Córrego do Sapé e Córrego do Caldeirão. Todos são afluentes do rio Paranapanema.

### Vegetação
Essa unidade de conservação está inserida no bioma da Mata Atlântica, e a fitofisionomia é a Floresta Estacional Semidecidual que recobria toda parte ocidental do estado de São Paulo.Essa vegetação caracteriza-se pela ausência de coníferas e perda parcial das folhas na estação mais seca do ano.
A grande importância do parque está no fato dele conservar 85% dessa vegetação no Estado de São Paulo, vegetação essa, que se caracteriza pela ausência de coníferas e perda parcial das folhas na estação mais seca do ano.

#### Fitofisionomias
No Plano de Manejo do Parque são citadas 8 fitofisionomias, de acordo com o grau de conservação da cobertura vegetal e do ecossistema associado:

##### Floresta madura alta com árvores emergentes

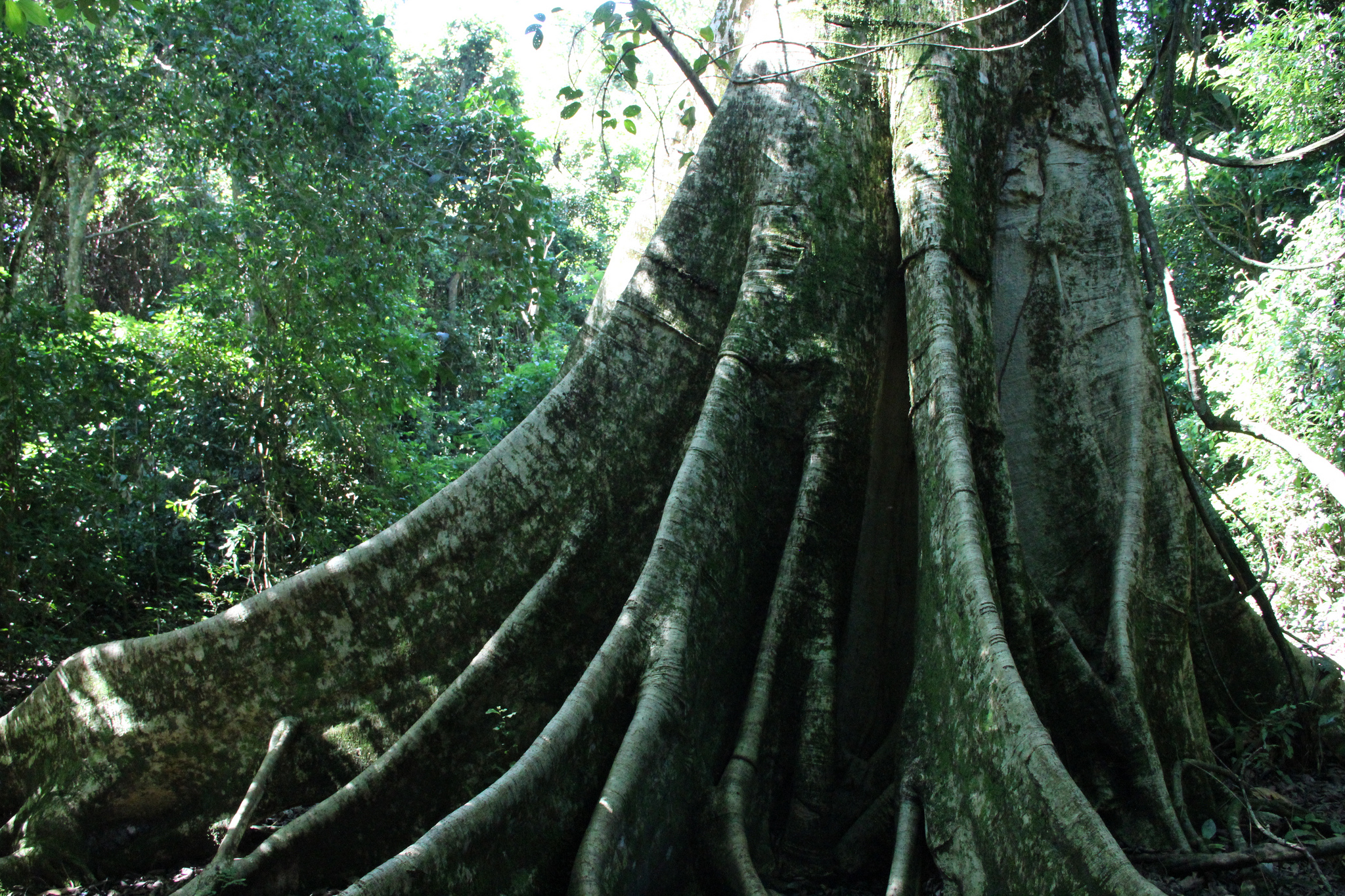
Figueira em área de floresta madura no parque estadual.

Localizada mais ao sul do parque, tornando-se mais exuberante às margens de cursos d'água, caracteriza-se pela presença de árvores emergentes com mais de 40m de altura, seguida de um dossel contínuo de 15m. Alta concentração de espécies nobres como a peroba-rosa, o cedro e o pau-marfim.

##### Floresta madura baixa, predominância demirtáceas
Localizada na parte oeste, não apresenta espécies de grande porte, e um grande número de espécies da família Myrtaceae. Floresta bastante resistente ao fogo devido a alta concentração de caraguatás e árvores de casca lisa.

##### Floresta em estágio avançado de regeneração
Cobertura vegetal que sofreu com queimadas, mas que agora está bem regenerada. Localizada principalmente na parte nordeste do parque, é composta por muitas árvores jovens, e por isso, apesar de apresentar um dossel contínuo, apresenta pouca biomassa.

##### Sapezal
Nada mais é do que a floresta em um estágio inicial de regeneração. Grande parte dos fragmentos próximos ao parque estão com essa fitofisionomia, mostrando que eles estão em grau avançado de perturbação. Ela é basicamente formada por espécies pioneiras, sendo que o sapê reveste praticamente todo o terreno. A floresta vem ocupando o sapezal por processos naturais de sucessão ecológica, ao contrário do que se imaginava na década de 1970.

##### Cerrado
Existe uma pequena ilha de cerrado, ao norte do Córrego do Caldeirão. Dossel descontínuo, e presença de gramíneas. Existem espécies típicas do cerrado como a gabiroba.

##### Vegetação ripária do Ribeirão Bonito
Combinação de pequenas ilha de mata paludosa, margeada por campo úmido  e seguida por mata ciliar.

##### Lagoas intermitentes
Na estação seca, compõe-se de uma vegetação totalmente campestre (principalmente gramíneas e ciperáceas e na estação mais chuvosa, estão alagadas.

##### Vegetação ripária dorio Paranapanema
Praticamente toda essa vegetação foi alagada com a construção da Usina Hidrelétrica de Rosana. Antes do alagamento, a vegetação da margens foram desmatadas, alguns trechos além do necessário, resultando em áreas sem floresta que não foram alagadas e que hoje possuem dificuldade no processo natural de sucessão ecológica, devido principalmente à presença de espécies invasoras, como o capim-colonião.

## Fauna

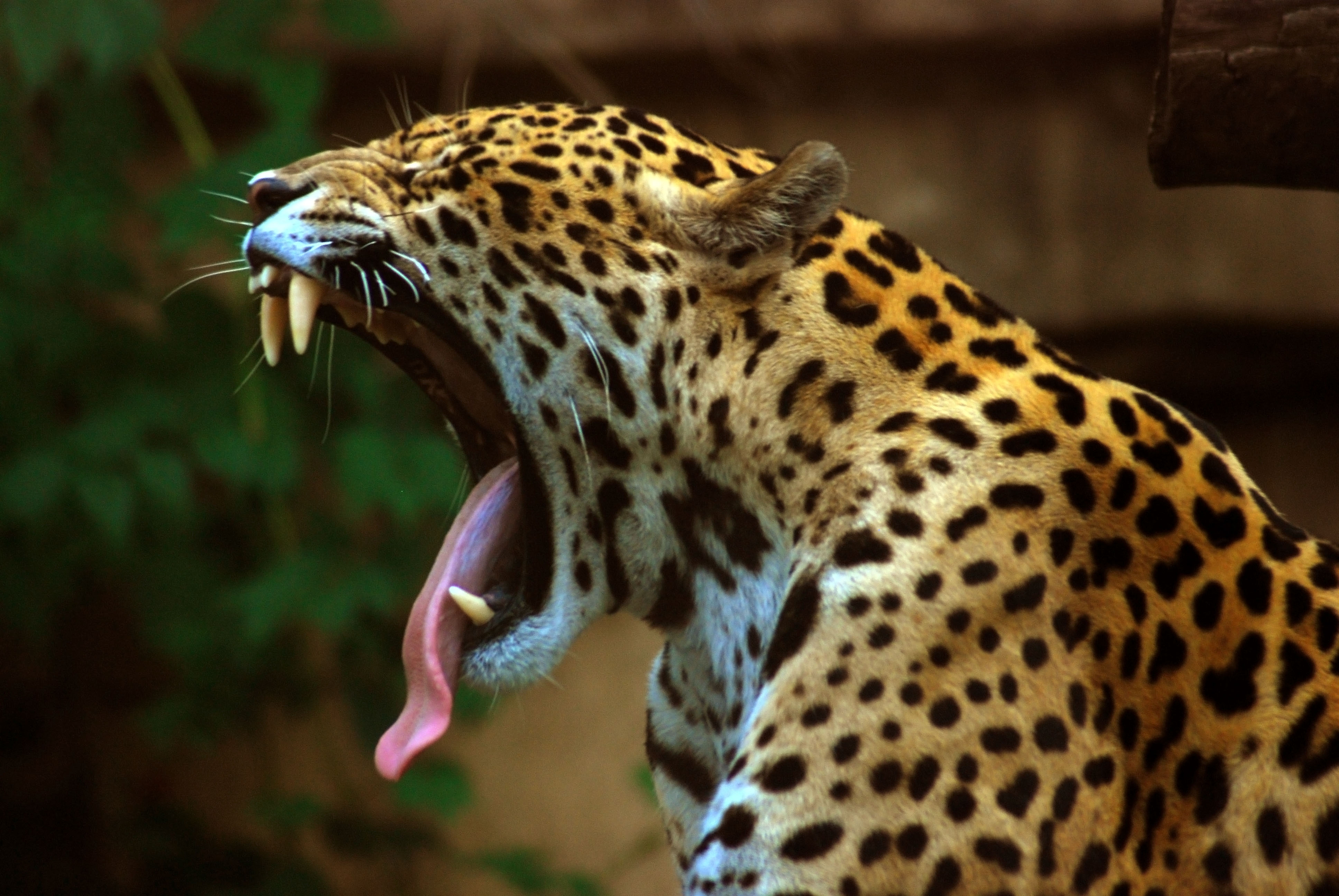
O Parque Estadual do Morro do Diabo é um dos últimos locais onde a onça-pintada é encontrada no estado de São Paulo.

A fauna do Parque Estadual do Morro do Diabo é uma das mais bem conservadas do Estado de São Paulo. Residem nele, importantes representantes da fauna da Mata Atlântica do Interior (Floresta Atlântica do Alto Paraná),principalmente, de mamíferos: foram registradas 59 espécies desse grupo taxonômico. Existem grande mamíferos, como a onça-pintada , a onça-parda e anta. É estimado que exista e todo o Pontal do Paranapanema, cerca de 20 onças-pintadas, 30 onças-pardas e 250 antas. Esses números alertam para um esforço conservacionista, pois constituem populações pequenas demais para manter ecologicamente as espécies a longo prazo. É interessante notar, que em contrapartida, outras espécies que são ameaçadas no estado de São Paulo, como a queixada e o caititu, possuem alta densidade no Parque. São conhecidas 285 espécies de aves no parque, algumas consideradas criticamente em perigo como a arara-canindé, arara-vermelha e o gavião-de-penacho; e das duas espécies de jacarés que ocorrem no estado de São Paulo (jacaré-do-papo-amarelo e jacaré-anão), as duas são encontradas no parque.

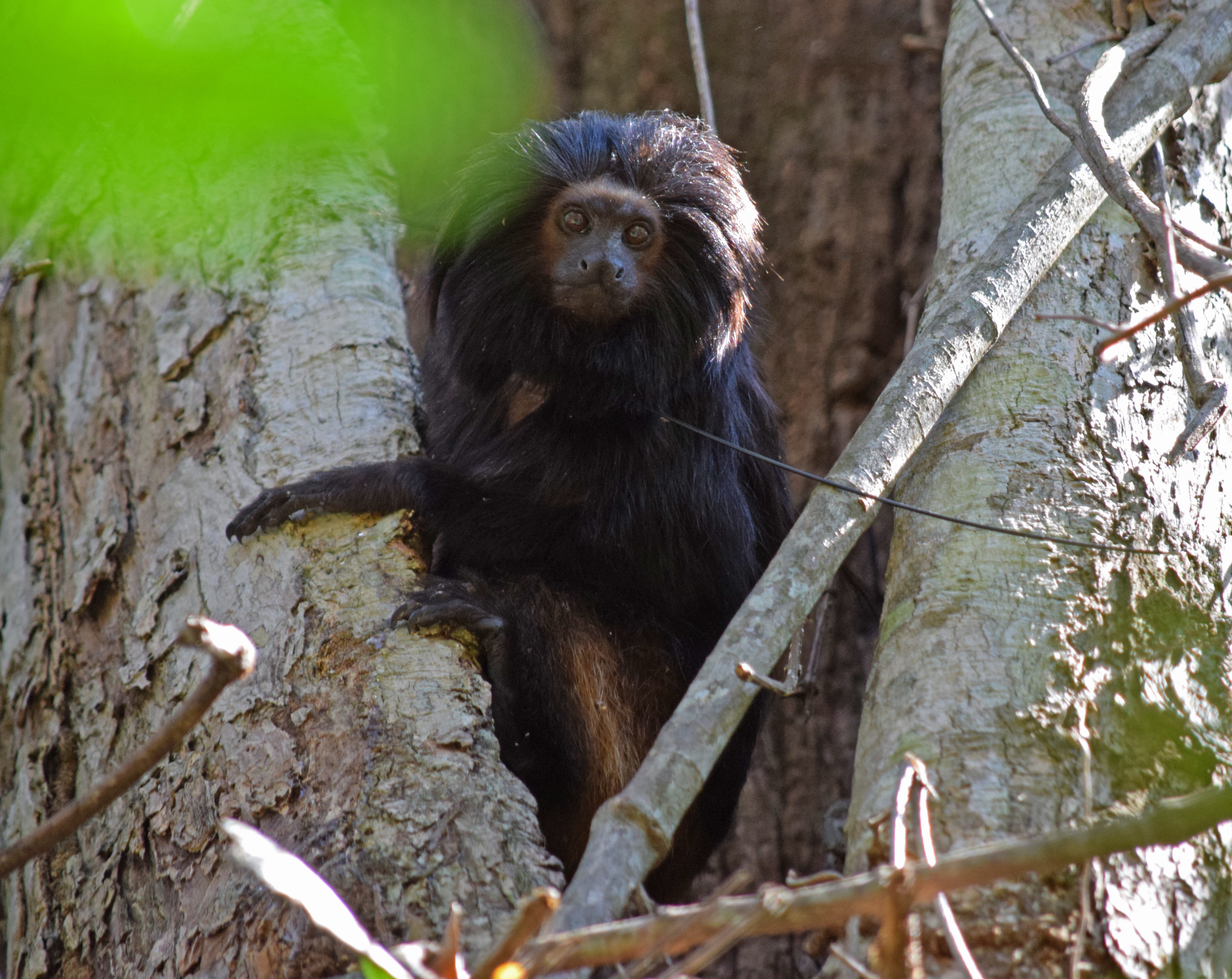
O parque possui a maior população do mico-leão-preto.

### Conservação do mico-leão-preto
No grupos dos primatas, existem 3 espécies no Parque. Uma delas é o mico-leão-preto,e o Parque Estadual do Morro Diabo possui a maior população e talvez a única viável a longo prazo (cerca de 1.000 indivíduos). Considerada extinta e 1905, a espécie foi redescoberta pelo Prof. Dr. Adelmar Faria Coimbra-Filho, em 1970. Hoje são conhecidas várias populações dessa espécies em outras localidades do estado de São Paulo, como nos municípios de Buri, Capão Bonito, Angatuga e Lençóis Paulista, entretanto, é no Parque Estadual do Morro do Diabo que reside a esperança de salvar essa espécie. O próprio mico-leão-preto é considerada uma espécie "guarda-chuva", porque, ao dispor esforços na conservação dela, acaba que conservando todo o ecossistema.

## Conservação
O Pontal do Paranapanema, hoje, possui uma série de projetos visando a conservação dos remanescentes de florestas nele existentes, que são os maiores de todo o interior do estado. O IPÊ realiza uma série de projetos, que vão desde a conservação do mico-leão-preto, da anta e de grandes carnívoros e  a criação de corredores ecológicos para interligar os fragmentos entre si e com o Parque Estadual do Morro do Diabo até a criação de atividades com a comunidade que sejam menos agressivas à integridade do ecossistema da região, como o Café com Floresta, que estimula a plantação de espécies nativas em meio aos cafezais. Em especial, no início de 2012 (depois de 10 anos), foi concluída a formação do maior corredor de mata reflorestada do Brasil, ligando a Estação Ecológica Mico-Leão-Preto ao Parque Estadual do Morro do Diabo, com cerca de 700 hectares.

### Atividades conflitantes

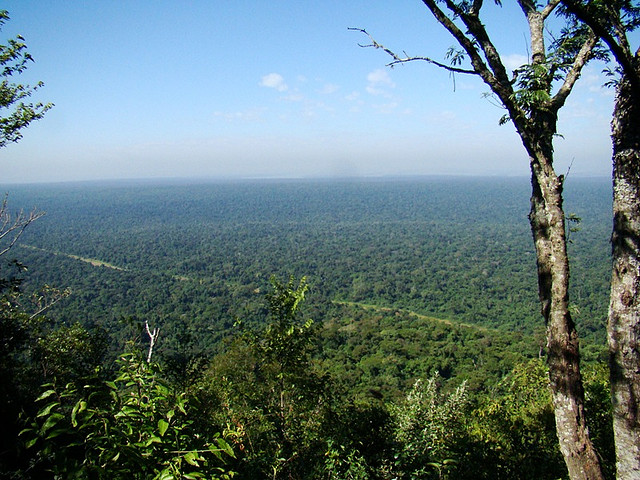
A rodovia SP-613 corta o parque causando problemas na fauna, principalmente os de grandes portes, como os mamíferos.

O parque possui um bom estado de conservação, evidenciado pelas fitofisionomias encontradas nele, principalmente a parte ao sul da SP-163.  Tal rodovia é um problema para a fauna local e constitui uma das principais ameaças à integridade dessa unidade de conservação, visto a ocorrência de atropelamentos, principalmente de grandes mamíferos. Foram feitos 7 passadouros subterrâneos, a fim de permitir o cruzamento da fauna, mas a manutenção deles é precária.
As queimadas e o uso de agrotóxicos devido a presença de canaviais também ameaçam, com a ocorrência de incêndios dentro dos limites do parque, tornando necessárias ações voltadas à Zona de Amortecimento. A caça e pesca ilegais também é um problema (embora, ela não ocorra mais de forma sistemática) e é notável que os projetos de educação ambiental diminuíram a alienação da população em relação ao parque, embora, por muito tempo, ele era considerado uma área de "floresta inútil".